# 妃海風
妃海 風（ひなみ ふう、1989年4月12日 - ）は、日本の女優、歌手。元宝塚歌劇団星組トップ娘役。愛称は、ふーちゃん、セブ。
大阪府吹田市、北千里高等学校出身。

## 来歴
2007年、宝塚音楽学校入学。
2009年、音楽学校卒業後、宝塚歌劇団に95期生として入団。入団時の成績は5番。宙組公演「薔薇に降る雨／Amour それは…」で初舞台。その後、星組に配属。
三拍子揃った実力派として注目を集め、2012年の「めぐり会いは再び 2nd」で新人公演初ヒロイン。
2013年の「南太平洋」（ドラマシティ・日本青年館公演）で、専科理事の轟悠の相手役を務め、東上公演初ヒロイン。同年の「日のあたる方へ」（ドラマシティ・日本青年館公演）で、2度目の東上公演ヒロイン。
2014年の「眠らない男・ナポレオン」で2度目の新人公演ヒロイン。同年の「アルカサル」でバウホール公演初ヒロイン。
2015年5月11日付で星組トップ娘役に就任。北翔海莉の相手役として、「ガイズ&ドールズ」でトップコンビ大劇場お披露目。
歌や演技に秀で、明るくキュートな娘役としてファンに愛されたが、2016年11月20日、「桜華に舞え／ロマンス!!」東京公演千秋楽をもって、宝塚歌劇団を北翔と同時退団。
退団後は舞台を中心に幅広く活動している。
2022年に俳優の上口耕平と結婚したことを発表したが、翌年に離婚したことを報告。

## 宝塚歌劇団時代の主な舞台

### 初舞台
- 2009年4 - 5月、宙組『薔薇に降る雨』『Amour それは…』（宝塚大劇場のみ）

### 星組時代
- 2009年6 - 9月、『太王四神記 Ver.II』 - 新人公演：ファーヨム（本役：花愛瑞穂）
- 2009年10 - 11月、『再会』『ソウル・オブ・シバ!!』（全国ツアー）
- 2010年1 - 3月、『ハプスブルクの宝剣』『BOLERO』
- 2010年4 - 5月、『激情』『BOLERO』（全国ツアー）
- 2010年7 - 8月、『ロミオとジュリエット』（梅田芸術劇場・博多座）
- 2010年10 - 12月、『宝塚花の踊り絵巻』『愛と青春の旅だち』
- 2011年1 - 2月、『メイちゃんの執事』（バウホール・日本青年館） - 山田多美
- 2011年4 - 7月、『ノバ・ボサ・ノバ』 - 新人公演：ビーナス（本役：礼真琴）『めぐり会いは再び』
- 2011年8 - 9月、『ランスロット』（バウホール） - 幼ランスロット
- 2011年11 - 2012年2月、『オーシャンズ11』 - 新人公演：エメラルド（本役：白妙なつ）
- 2012年3月、『天使のはしご』（日本青年館・バウホール） - キティー
- 2012年5 - 8月、『ダンサ セレナータ』 - 新人公演：アンジェリータ（本役：白華れみ）『Celebrity』
- 2012年9月、『琥珀色の雨にぬれて』 - マオ『Celebrity』（全国ツアー）
- 2012年11 - 2013年2月、『宝塚ジャポニズム〜序破急〜』『めぐり会いは再び 2nd〜Star Bride〜』 - 新人公演：シルヴィア・ド・オルゴン（本役：夢咲ねね）『Étoile de TAKARAZUKA（エトワール ド タカラヅカ）』 - 新人公演：エトワールファム（シャントゥーズ）（本役：優香りこ） 新人公演初ヒロイン[7][4]
- 2013年3 - 4月、『南太平洋』（ドラマシティ・日本青年館） - ネリー・フォーブッシュ 東上初ヒロイン[8][4]
- 2013年5 - 8月、『ロミオとジュリエット』 - 新人公演：乳母（本役：美城れん）
- 2013年10月、『日のあたる方（ほう）へ』（ドラマシティ・日本青年館） - マリア 東上ヒロイン[8][9]
- 2014年1 - 3月、『眠らない男・ナポレオン-愛と栄光の涯（はて）に-』 - ポーリーヌ、新人公演：ジョセフィーヌ（本役：夢咲ねね） 新人公演ヒロイン[9]
- 2014年5 - 6月、『太陽王〜ル・ロワ・ソレイユ〜』（東急シアターオーブ） - フランソワーズ・ドビニェ
- 2014年7 - 10月、『The Lost Glory -美しき幻影-』 - エヴァ、新人公演：エマ・バーンズ（本役：音花ゆり）『パッショネイト宝塚!』 エトワール
- 2014年12月、『アルカサル〜王城〜』（バウホール） - マリア・デ・パデリア バウ初ヒロイン[10]
- 2015年2 - 5月、『黒豹（くろひょう）の如（ごと）く』 - アルヴィラ、新人公演：セブンシーズ（本役：紫りら）『Dear DIAMOND!!』

### 星組トップ娘役時代
- 2015年6 - 7月、『大海賊』 - エレーヌ『Amour それは…』（全国ツアー） トップお披露目公演、エトワール
- 2015年8 - 11月、『ガイズ&ドールズ』 - サラ・ブラウン 大劇場トップお披露目公演[6]
- 2016年1月、『LOVE & DREAM』（東京国際フォーラム・梅田芸術劇場）
- 2016年3 - 6月、『こうもり』 - アデーレ『THE ENTERTAINER!』
- 2016年7月、『One Voice』（バウホール）
- 2016年8 - 11月、『桜華に舞え』 - 大谷吹優『ロマンス!! (Romance)』 退団公演[4]

### 出演イベント
- 2011年7月、轟悠ディナーショー『Rendez-Vous〜今宵きみと〜』
- 2011年12月、タカラヅカスペシャル2011『明日に架ける夢』[注釈 1]
- 2014年12月、タカラヅカスペシャル2014『Thank you for 100 years』
- 2015年9月、第53回『宝塚舞踊会』[12]
- 2015年12月、タカラヅカスペシャル2015『New Century，Next Dream』
- 2016年10月、妃海風ミュージック・サロン『Princesa!!』 主演[13]

## 宝塚歌劇団退団後の主な活動

### 舞台
- 2018年3月、『江戸は燃えているか』（新橋演舞場） - 順子[6]
- 2018年6月、『SHOW STOPPERS!!』（東京国際フォーラム・ドラマシティ）
- 2018年9 - 10月、『ドゥ・ユ・ワナ・ダンス?』（舞浜アンフィシアター） - 坂上[14]
- 2018年12月、『道』（日生劇場）[1]
- 2020年3月、『リトル・ショップ・オブ・ホラーズ』（シアタークリエ） - オードリー[注釈 2][15]
- 2020年9 - 10月、『Gang Showman』（シアタークリエ） - リンダ[16]
- 2021年6 - 7月、『CLUB SEVEN ZERO III』（シアタークリエ・ビレッジホール・ドラマシティ）[17]
- 2021年8 - 9月、『リトル・ショップ・オブ・ホラーズ』（シアタークリエ） - オードリー[注釈 2][18]
- 『千と千尋の神隠しSpirited Away』 - リン／千尋の母[19][1]
  - 2022年2 - 7月、帝国劇場・梅田芸術劇場・博多座・札幌文化芸術劇場・御園座ほか[注釈 3]
  - 2024年3 - 8月、帝国劇場・御園座・ロンドンほか[注釈 4][20]
  - 2025年7 - 8月、上海文化広場[21]
- 2024年11月、『Bye Bye My Last Cut』（Mixalive TOKYO Theater Mixa）[22]
- 2025年3月、『TARKIE〜伝説の女たち〜』（よみうりホール） - 笠置シヅ子[23]
- 2025年4 - 5月、『未来へのOne Step！～世界を結ぶ愛の歌声～』（関西万博EXPOホール「シャインハット」・東京国際フォーラム・梅田芸術劇場）[24]
- 2025年5月、『Play a Life 10周年記念公演』（博品館劇場）[25]
- 2025年10月、『CLUB SEVEN another place II』（よみうりホール・サンケイホールブリーゼ）[26]
- 2025年12 - 2026年1月、『キャッシュ・オン・デリバリー』（THEATER MILANO-Za・COOL JAPAN PARK OSAKA WWホール） - サリー・チェシントン[27]

### テレビドラマ
- 2025年、『連続テレビ小説 おむすび』（NHK） - 桑原美和[28]

### 吹き替え
- 2022年、『ピノキオ』 - ブルー・フェアリー[29]

### TV出演
- 2018年4 - 2022年3月、朝日放送テレビ『朝だ!生です旅サラダ』 - 旅サラダガールズ[30]

### ネット配信
- 2020年7月、『TOHO MUSICAL LAB.』（Streaming+）[31]

### ライブ・コンサート
- 2017年7月、『Magic!』（竹芝ニューピアホール）[32]
- 2019年5月、『Magic of jazz』（COTTON CLUB・ビルボードライブ大阪）[33]
- 2019年6月、『Summer Night's Dream』（明治座）[34]
- 2021年3月、『忘れない～天国の大切なあの人へ～』（Bunkamuraオーチャードホール）[35]
- 2021年10月、『Magic of jazz II』（COTTON CLUB）[36]
- 2022年9・10月、『Fu Hinami Thank you for...』（ビルボードライブ大阪・COTTON CLUB）[37]

### イベント
- 奉納コンサート（2024年10月6日、熊野那智大社）[38]
- 第70回びわ湖開き「一日船長」（2025年3月8日、大津港ほか）[39]

### コーラス参加
- テレビアニメ『キミとアイドルプリキュア♪』劇伴コーラス（2025年 - 、深澤恵梨香作曲・北川理恵と共同[40]）

## 受賞歴
- 2013年、『阪急すみれ会パンジー賞』 - 新人賞[41]
- 2015年、『宝塚歌劇団年度賞』 - 2014年度努力賞[42]